# Добрила Матић
Добрила Матић (Земун, 28. јануар 1922 — Београд, 24. новембар 1993) била је српска филмска, телевизијска и позоришна глумица. Била је део глумачког тима који је осамдесетих година 20. века радио синхронизације цртаних филмова на српски језик, а и данас се памти њен специфични глас којим је дочарала нашироко цитиране реченице попут "Рибићу млађи, ти си само ситна риба у овом мору плавом" или "Слатка, мала изврнута торто, дно ти на врху стоји“.

## Филмографија
| Год.         | Назив                          | Улога                      |
| ------------ | ------------------------------ | -------------------------- |
| 1960.-те     |                                |                            |
| 1963.        | Капетан Смело срце             |                            |
| 1963-1964.   | На слово, на слово (ТВ серија) |                            |
| 1966.        | Посета младе даме              |                            |
| 1967.        | Неутешни поштар                | Мајка                      |
| 1967.        | Ове жене после рата            |                            |
| 1969.        | Хајде да растемо               | Топаловић                  |
| 1970.-те     |                                |                            |
| 1970.        | Мирина ТВ ступица              |                            |
| 1971.        | На слово, на слово             |                            |
| 1971.        | Чедомир Илић                   | Госпођа на балу 2          |
| 1972.        | Глумац је, глумац              |                            |
| 1972.        | Лутка оперета                  |                            |
| 1972.        | Женски разговори               |                            |
| 1973.        | Суседи (ТВ)                    | Љубица Прокић              |
| 1973.        | Луди речник                    | Лутка                      |
| 1976.        | Изгубљена срећа                | Савета                     |
| 1978.        | Госпођа министарка             | Учитељица енглеског језика |
| 1977 - 1979. | Вага за тачно мерење           | Зора                       |
| 1980.-те     |                                |                            |
| 1982.        | Подвизи дружине Пет петлића    |                            |
| 1990.-те     |                                |                            |
| 1993.        | Руски цар                      | Комшиница                  |